# 本域口岸
22°35′34″N 103°50′53″E / 22.59278°N 103.84806°E
本域口岸，另译本约口岸，是越南老街省坝洒县的一个边境口岸。与该口岸相对的是中国云南省河口县的坝洒口岸，双边互市需乘坐渡轮通过红河。